# Rey Guerra
Rey Guerra (* 24. März 1958 in Santa Clara/Provinz Villa Clara) ist ein kubanischer klassischer Gitarrist und Musikpädagoge.

## Werdegang
Guerra begann seine musikalische Ausbildung in seiner Heimatstadt bei Domingo Carvajal. Am Instituto Superior de Arte studierte er bei Efraín Amador und Jesús Ortega und nahm an Kursen von Leo Brouwer teil. Außerdem besuchte er Meisterklassen von Alirio Díaz und Venezuela und Ishiro Suzuki. Er unterrichtete Gitarre am Instituto Superior de Arte und gab Meisterklassen in Mexiko, der Türkei, den Niederlanden, Griechenland, Österreich und im Columbia Guitar Studio in Maryland. Er ist Mitglied der Unión Nacional de Escritores y Artistas de Cuba (UNEAC).
Als Solist trat Guerra auf den großen Bühnen des Landes auf und gab Konzerte und Rezitale in Begleitung des Orquesta Sinfónica Nacional und des Colectivo Sinfónico de Matanzas. Er tourte mit der Agrupación Nacional de Conciertos durch Kuba und trat dort im Hörfunk und Fernsehen auf.
Mit dem Ballet Nacional de Cuba unternahm er 1979 eine Tournee durch die USA mit Auftritten im Kennedy Center und an der Metropolitan Opera. Im Folgejahr begleitete er den Coro Nacional de Cuba beim Kunstfestival von Limassol auf Zypern. 1981 war er Teilnehmer des Internationalen Instrumentalwettbewerbs Markneukirchen in der DDR sowie des Reina-Sofía- und des Andrés-Segovia-Wettbewerbs in Spanien. Im Rahmen des Primer Concurso y Festival de Guitarra in Havanna stellte er sich 1982 bei den Conciertos de Jóvenes Intérpretes vor. Nach einer Nikaragua-Tournee nahm er 1983 am Esztergom-Festival in Ungarn und am Cuba-Holland-Festival teil.
Mit dem Orquesta Nacional de Cuba tourte er 1986 durch die Sowjetunion, Polen und Jugoslawien. Im gleichen Jahr trat er in Hikmet Simseks Fernsehshow im türkischen Fernsehen auf. 1987 folgte eine weitere Konzertreise durch Ungarn, Polen, die Sowjetunion und Italien. Aufnahmen spielte Guerra bei den EGREM-Studios und beim niederländischen Label ATACCA ein. Erste Preise gewann er 1974 und 1975 beim Nationalen Gitarrenwettbewerb Amadeo Roldán.